# Komolec
Pri človeku in drugih prvakih je komolčni sklep sinovialni sklep med nadlahtnico v nadlakti ter podlahtnico in koželjnico v podlakti. Sklep je tečajast s frontalno ležečo osjo. Omogoča premikanje roke proti telesu in stran od njega. Sklepne površine so valj in glavica nadlahtnice, glavica koželjnice ter zareza na podlahtnici. Sklepno ovojnico ojačujeta dve močni obstranski vezi.

## Mišice, ki sodelujejo pri gibanju
V komolčnem sklepu sta možna giba fleksija in ekstenzija.

### Fleksija
- dvoglava nadlaktna mišica (m. biceps brachii)
- brahialna mišica (m. brachialis)
- brahioradialna mišica (m. brachioradialis)

### Ekstenzija
- troglava nadlaktna mišica (m. triceps brachii)